# NanoFlowcell Quantino
La NanoFlowcell Quantino è una concept car elettrica costruita dalla NanoFlowcell ed esposta al Salone dell'automobile di Ginevra nel 2015.
È considerata la sorella minore della NanoFlowcell Quant, di cui ne sono stati costruiti 4 esemplari dal 2014 al 2017.

## Contesto

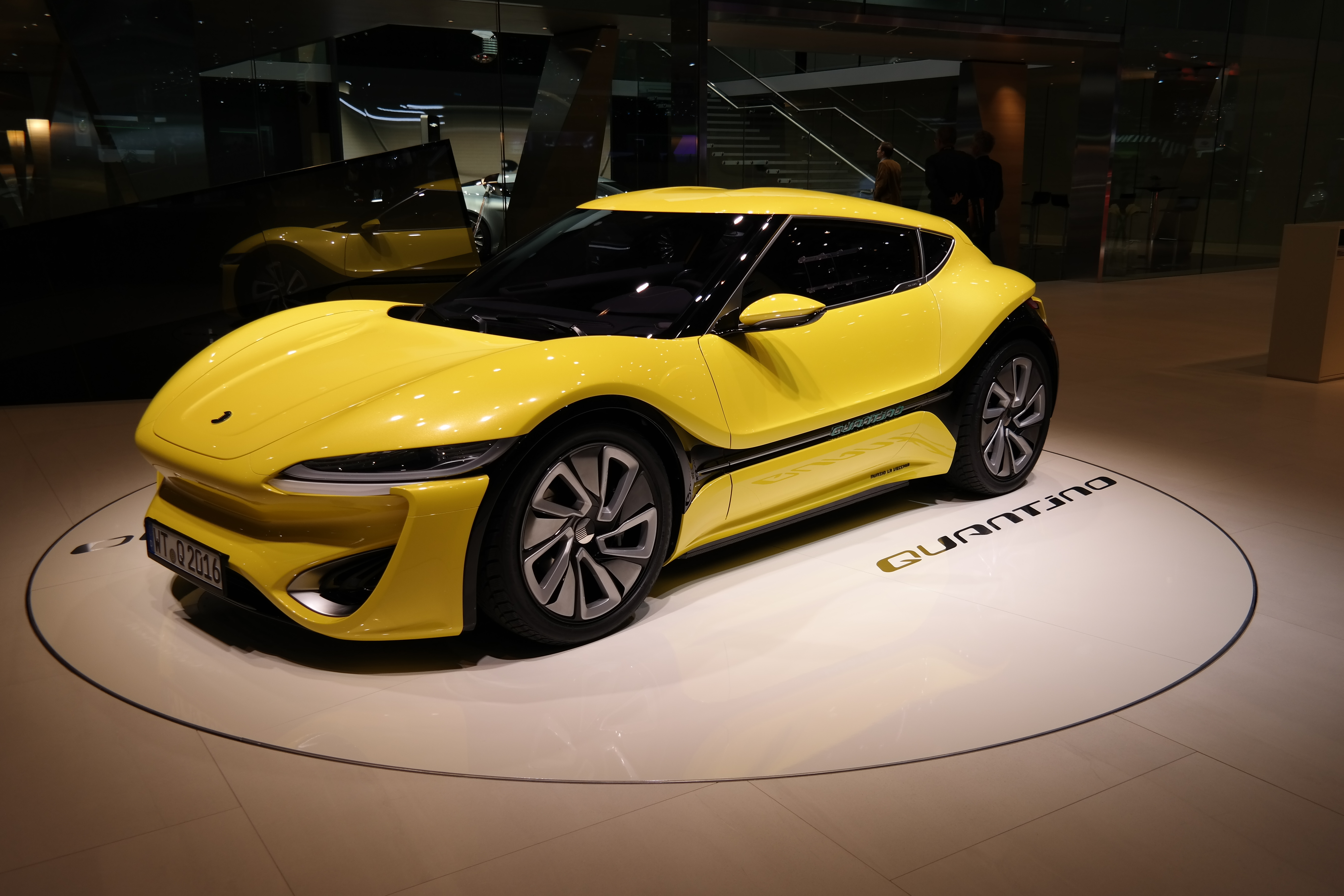
Il Secondo esemplare

È una coupé con due porte e quattro posti dotata di trazione integrale e alimentata da un sistema a propulsione elettrica da 48 volt. È mossa da quattro motori elettrici da 25 kW ciascuno, con una potenza complessiva di 136 CV, permettendo alla vettura di accelerare da 0 a 100 km/h in meno di 5 secondi e di raggiungere una velocità massima di 200 km/h. La Quantino è inoltre dotata di una batteria di flusso sviluppata dalla NanoFlowcell stessa, formata da due serbatoi, uno di carica positiva e l'altro di carica negativa, che servono a contenere 175 litri di liquido ionico ciascuna, per una capacità complessiva di 350 litri. L'autonomia è di 1000 km e ciò la rende una delle auto elettriche con la maggior autonomia di sempre.
Nel 2016 è stato presentato sempre al Salone dell'automobile di Ginevra un secondo esemplare che, a parte il colore della carrozzeria e delle rifiniture, non presenta significative modifiche rispetto al primo esemplare. Questo secondo esemplare è stato sottoposto nei pressi di Zurigo ad un test effettuato dal responsabile tecnologico Nunzio La Vecchia. È riuscita a viaggiare per circa 14 ore alla velocità massima di 74 km/h senza fermarsi, tuttavia la casa automobilistica svizzera ha annunciato che la Quantino in realtà può viaggiare senza sosta per più di 14 ore; a fermare il test, infatti, sarebbe stata la stanchezza del conducente.
Nel 2017 ne venne costruito un terzo esemplare, denominato Quantino 48 Volt, che dal punto di vista estetico e meccanico è uguale al modello precedente.